# Мей Беренбаум
Мей Роберта Беренбаум (англ. May Roberta Berenbaum; нар. 22 липня 1953) — американська біологиня, ентомологиня, що вивчає взаємозв'язки між комахами та рослинами. Член Національної академії наук США, Американського філософського товариства, Американської академії мистецтв і наук, почесний член Британського екологічного товариства. З 2019 року головна редакторка журналу «Proceedings of the National Academy of Sciences». Нагороджена Національною науковою медаллю. Беренбаум займається вивченням хімічної взаємодієї рослин і комах, включаючи механізми детоксикації комахами натуральних і синтетичних хімікатів. Її робота включала токсикологію медоносних бджіл, вплив глобальних змін клімату на взаємодію рослин і комах, а також спільну еволюцію комах і рослин.

## Життєпис
Народилася в місті Трентон в штаті Нью-Джерсі, США. У 1975 році закінчила Єльський університет з відзнакою summa cum laude (з найбільшою хвалою). Здобула бакалаврський ступінь з біології. Далі навчалася в Корнелльському університеті, де у 1980 році отримала ступінь доктора філософії з екології та еволюційної біології.

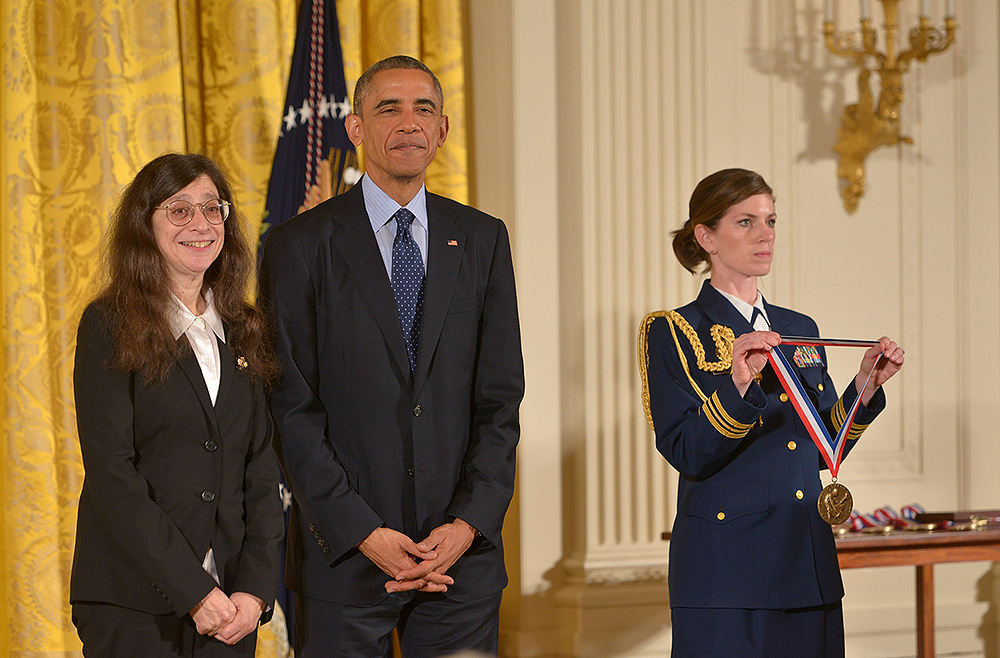
Нагородження Беренбаум Національною науковою медаллю

З 1980 року працює на кафедрі ентомології Іллінойського університету в Урбана-Шампейн. У 1992 році стала професоркою та очолила кафедру. У 1994 році обрана до Національної академії наук США, а в 1996 — до Американського філософського товариства та Американської академії мистецтв і наук. Крім того, керувала комітетами Національної дослідницької ради США: у 2000 році — Комітетом з майбутнього пестицидів в сільському господарстві США, а в 2007 році — Комітетом з статусу запилювачів в Північній Америці. Будучи керівницею Комітету зі статусу запилювачів в Північній Америці, Беренбаум давала свідчення перед Конгресом США з питань, пов'язаних зі здоров'ям медоносних бджіл і зниження їх ролі в запиленні.
З 1997 по 2018 роки Беренбаум працювала редакторкою журналу «Annual Review of Entomology» (Щорічний огляд ентомології). У 2019 році призначена головною редакторкою «Proceedings of the National Academy of Sciences» (Збірник наукових праць Національної академії наук США).
Беренбаум є авторкою численних журнальних статей, а також п'яти науково-популярних книг про комах.
Мей Беренбаум є засновницею щорічного кінофестивалю «Insect Fear Film Festival» в Іллінойському університеті, на якому транслюються наукові фільми про життя комах.

## Вшанування
Нагороди
- 1996: Премія заслуженому викладачу Північно-Центральної філії Ентомологічного товариства Америки.
- 2004: Премія Роберта Макартура Екологічного товариства Америки.
- 2009: Премія «Публічне розуміння науки і техніки» Американської асоціації розвитку науки.[8]
- 2011: Премія Тайлера за досягнення в галузі охорони навколишнього середовища.[15]
- 2014: Національна наукова медаль США.[16][17]
- 2016: Медаль Еддісона Емері Верріла.[18]

Епоніми
- на її честь названий один з персонажів серіалу «Цілком таємно» — доктор Бамбі Беренбаума, відомий ентомолог, в яку був закоханий агент Малдер.[19]
- на честь Беренбаум названо вид таргана Xestoblatta berenbaumae (Evangelista, Kaplan, & Ware 2015).[20]

## Вибрана бібліографія
- Berenbaum, M., Miller, J. R., & Miller, T. A. (1988). Insect-Plant Interactions. New York: Springer.
- Berenbaum, M. (1989). Ninety-nine Gnats, Nits, and Nibblers. Urbana: University of Illinois Press.
- Rosenthal, G. A., & Berenbaum, M. R. (1992). Herbivores: Their Interactions with Secondary Plant Metabolites. (Herbivores.) San Diego: Academic Press.
- Berenbaum, M. (1993). Ninety-nine More Maggots, Mites, and Munchers. Urbana: University of Illinois Press.
- Berenbaum, M. (1996). Bugs in the System: Insects and their Impact on Human Affairs. Reading, Mass: Addison-Wesley.
- Berenbaum, M. R. (2001). Buzzwords: A Scientist Muses on Sex, Bugs, and Rock'n Roll. Washington, DC: Joseph Henry Press.
- Jeffords, M. R., Post, S. L., Warwick, C., & Berenbaum, M. (2008). Biologists in the Field: Stories, Tales, and Anecdotes from 150 Years of Field Biology. Champaign, Ill: Illinois Natural History Survey.
- Berenbaum, M. R. (2009). Earwig's Tail — a Modern Bestiary of Multi-legged Legends. Harvard University Press
- Berenbaum, M. R. (2010). Honey, I'm Homemade: Sweet Treats from the Beehive Across the Centuries and Around the World. Urbana: University of Illinois Press.
- Sadava, D. E., Hillis, D. M., Heller, H. C., & Berenbaum, M. (2014). Life: The Science of Biology. 10th ed.